# Xenetes
Xenetes (Xenoetas) fou un militar aqueu al servei d'Antíoc III el Gran.
Hèrmies de Cària el va enviar al capdavant d'un exèrcit contra Moló de Mèdia. Aquest comandament el fer esdevenir arrogant amb els seus amics i va exhibir molt d'orgull sobre la seva direcció. Va creuar el Tigris, però va caure en una emboscada de Moló, fingint una retirada i retornant inesperadament quan els soldats estaven beguts i dormien. El mateix Xenetes va morir amb la major part dels seus homes.